# Melanoplus gaspesiensis
Melanoplus gaspesiensis är en insektsart som beskrevs av Joyce Winifred Vickery 1970. Melanoplus gaspesiensis ingår i släktet Melanoplus och familjen gräshoppor. Inga underarter finns listade i Catalogue of Life.